# Nursultan Nazarbajev
Nursultan Abišuli Nazarbajev (kaz. Нұрсұлтан Әбішұлы Назарбаев) (Čemolgan, 6. srpnja 1940.) - bivši predsjednik Republike Kazahstan.

## Životopis
Rođen je 6. srpnja 1940. godine u Čemolganu u Kazahstanu, tada SSSR. Neko je vrijeme radio u čeličani u Dniprodžeržinsku u Ukrajini. 
Godine 1962., postao je član KPSS-a. Godine 1972., postaje tajnik Komiteta Komunističke partije u metalurškom kombinatu u Karagandi, a četiri godine kasnije tajnik Regionalnog komiteta KPSS za Karagandu. Od 1989. do 1991. godine bio je tajnik Komunističke partije Kazahstana.
U pokušaju državnog udara skupine sovjetskih dužnosnika i časnika u kolovozu 1991., Nazarbajev je podržao Borisa Jeljcina. 
Na predsjedničkim izborima u Kazahstanu, 1. prosinca 1991., pobijedio je osvojivši 91,5% glasova. Referendumom održanim u travnju 1995., produžio je predsjednički mandat do 2000. godine. Za predsjednika je opet izabran u siječnju 1999. i ponovno u prosincu 2005. godine.
2019. godine podnio je ostavku. On će bez obzira na ostavku i dalje imati široke ovlasti i prava zahvaljujući zakonu izglasanom prošle godine i njegovom statusu "oca domovine" (Elbasy). Kazahstan je preimenovao svoju prijestolnicu Astanu u Nursultan u njegovu čast.